# Vânători-Neamț
Pour les articles homonymes, voir Vânători.
Vânători-Neamț est une commune roumaine du județ de Neamț, dans la région historique de Moldavie et dans la région de développement du Nord-Est. C'est une des communes du județ qui possède les plus grandes richesses touristiques avec trois monastères, dont celui de Neamț, un des lieux majeurs du Moyen Âge moldave, plusieurs ermitages et un parc naturel.

## Géographie
La commune de Vânători-Neamț est située dans le nord du județ, à la limite avec le județ de Suceava, sur le versant est des Monts Stânișoara, à 5 km à l'ouest de Târgu Neamț et à 46 km au nord de Piatra Neamț, le chef-lieu du județ.
La municipalité est composée des quatre villages suivants (population en 1992) :
- Lunca (1 202) ;
- Mănăstirea Neamț (655) ;
- Nemțișor (1 595) ;
- Vânători-Neamț (4 973), siège de la municipalité.

## Politique
| Parti | Parti                        | Sièges |
| ----- | ---------------------------- | ------ |
|       | Parti social-démocrate (PSD) | 11     |
|       | Parti national libéral (PNL) | 4      |

## Démographie
Lors du recensement de 2011, Roman compte 7 595 habitants, dont 92,45 % s'identifient comme Roumains, 3,23 % comme Roms, alors que 4,27 % de la population l'appartenance ethnique n'est connue.
En 2002, la composition religieuse de la commune était la suivante :
- Chrétiens orthodoxes, % ;
- Vieux-Chrétiens, 0 67 %.

## Économie
L'économie de la commune repose sur l'agriculture, l'élevage, l'exploitation des forêts et la transformation du bois (scieries, mobilier, artisanat, sculpture). Le tourisme représente une source croissante de revenus pour de nombreux habitants, la commune disposant d'un potentiel tout à fait remarquable.

## Communications

### Routes
Vânători-Neamț se trouve sur la route nationale DN15B qui relie Târgu Neamț avec Poiana Teiului et le județ de Harghita.

### Voies ferrées
La gare la plus proche est celle de Târgu Neamț.

## Lieux et monuments

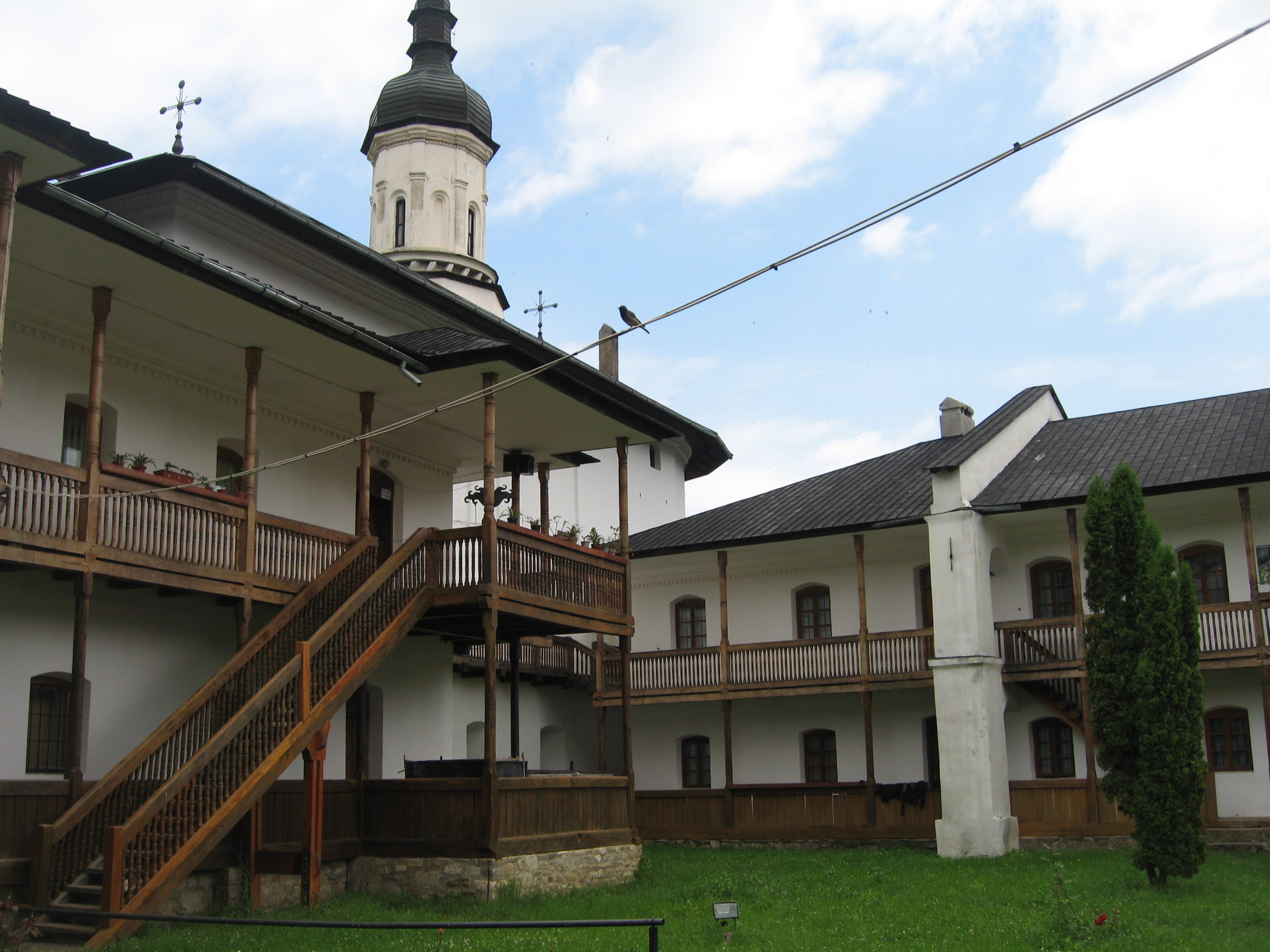
La cour du monastère de Secu.

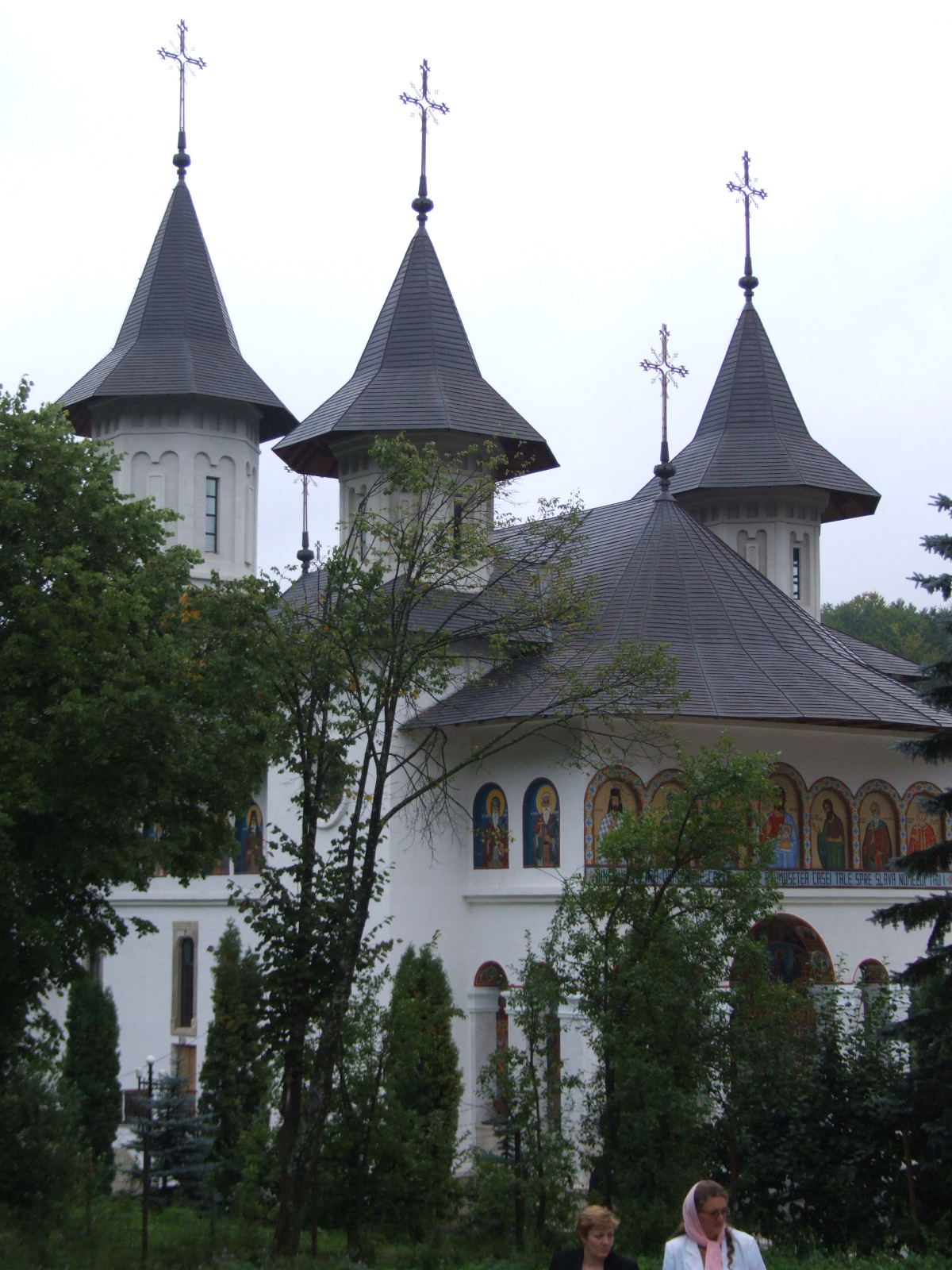
L'église du monastère de Sihăstria.

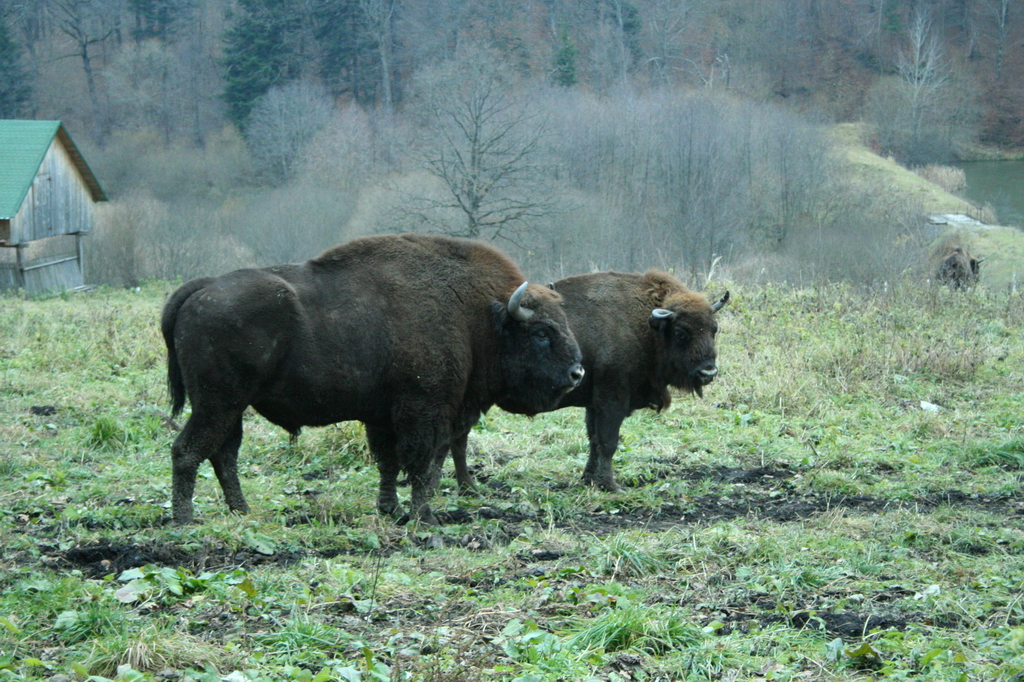
Bisons d'Europe dans la réserve de Vânători-Neamț.

- Vânători-Neamț, église paroissiale en bois Tăiorea Capului Sf. Ioan Botezătorul de 1812[5].

- Mănăstirea Neamț, Monastère de Neamț fondé en 1497, enrichi par de nombreux donateurs, parmi lesquels plusieurs princes de Moldavie comme Petru Mușat, Alexandru cel Bun ou Étienne le Grand, un des lieux majeurs de la culture moldave au Moyen Âge, riche de nombreuses œuvres d'art et d'une bibliothèque remarquable.
- Ermitages dépendant du monastère de Neamț :

1. Icoana Veche, église en bois de la Transfiguration (Schimbarea la Faă), reconstruite en 1813[5].
2. Pokrov, dédié à la Vierge Marie, fondé en 1714 par Pahomie, évêque de Roman[6].
3. Sf. Ioan Botezătorul (St-Jean-Baptiste), fondé en 1402 par Alexandru cel Bun, église de 1835.
4. Vovidenia, fondé en 1747, église datant de 1857.

- Monastère de Secu, fondé en 1602-1605 par le magistrat Nestor Ureche dans la vallée de la rivière du même, avec son église en bois St-Jean-Baptiste (Nașterea Sf. Ioan Botezătorul) de 1741, reconstruite en 1813[7]. À l'extérieur du monastère se trouve le tombeau de l'évêque de Iași, Varlaam, auteur en 1643 du premier livre écrit en roumain Carte românesca învatatura.
- Ermitage dépendant du monastère de Secu :

1. Nifon, datant de 1664.

- Monastère de Sihăstria, dédié à la Dormition de la Vierge (Adormirea Maicci Domnului)[8], fondé en 1655, reconstruit en pierres en 1740 par l'évêque de Roman, Ghedeon de Husi avec son église en bois des Sts Voïvodes (Sf. Voievozi) de 1870[5].
- Ermitage dépendant du monastère de Sihăstria :

1. Sihla, fondé en 1763[9] à 900 m d'altitude, avec son église en bois de la naissance de St Jean Baptiste (Nașterea Sfântului Ioan Botezătorul) de 1813[5]. À proximité se trouve une grotte où aurait vécu Sainte Théodora, connue de nos jours sous le nom de Sainte Théodora des Carpates et dont les reliques sont conservées au monastère Pecerska de Kiev.

- Parc naturel Vânători-Neamț, créé en 1999 sur le versant est des Monts Stânișoara, d'une superficie de 30 818 ha (26 300 ha de forêts), d'une altitude moyenne de 800 m. Le parc comprend une réserve de bisons d'Europe créée en 1968[10].